# Felix Schwabach

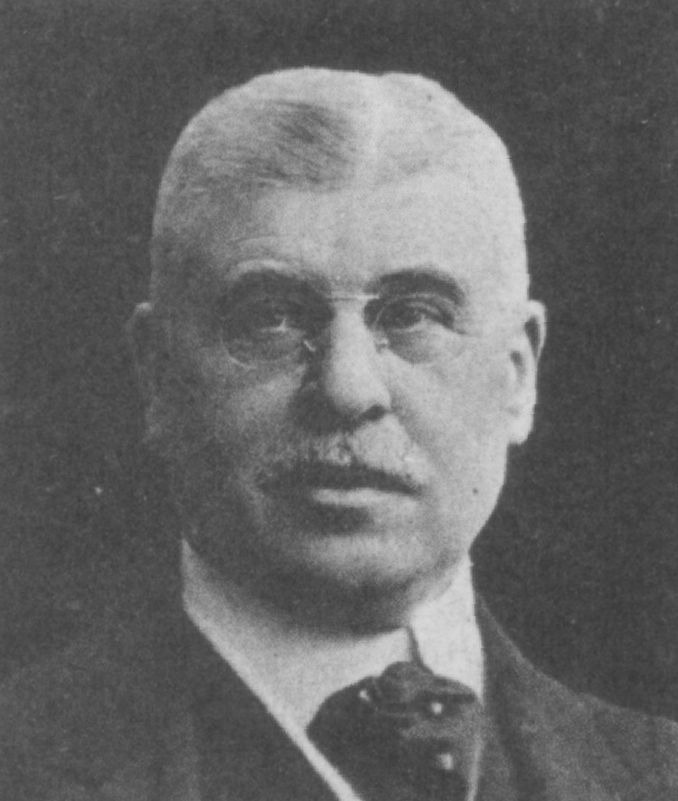
Felix Schwabach als Reichstagsabgeordneter 1912

Felix Schwabach (* 20. Juni 1855 in Sondershausen; † 6. Januar 1928 in Berlin) war ein preußischer Beamter und deutscher nationalliberaler Politiker.

## Leben und Wirken
Schwabach stammte aus einer jüdischen Familie und trat später zum Protestantismus über. Er studierte Rechts- und Staatswissenschaften. Im Jahr 1888 wurde er Gerichtsassessor und trat noch im selben Jahr als Regierungsassessor in die preußische Staatseisenbahnverwaltung ein. Im Jahr 1889 wurde Schwabach zum Regierungsrat befördert. Nach 1893 war er nacheinander Mitglied der Eisenbahndirektion Allenstein, Aachen und Altona. Im Jahr 1903 verließ er im Range eines Geheimen Regierungsrates den Staatsdienst. Durch Heirat wurde Schwabach Millionär. Im Jahr 1904 unternahm er zusammen mit Wilhelm Hoff eine Studienreise nach Nordamerika im Auftrag des preußischen Ministeriums für öffentliche Arbeiten. Die Untersuchung über die amerikanischen Eisenbahnen wurden später publiziert.
Politisch gehörte Schwabach der nationalliberalen Partei an. Innerhalb der Partei gehörte er zu dem linken Flügel. Er war Mitglied des Zentralvorstandes und des geschäftsführenden Ausschusses der Partei.
Von 1907 bis 1918 war er Mitglied im Reichstag als Abgeordneter des Wahlkreises Reichstagswahlkreis Regierungsbezirk Königsberg 1). Für eine Legislaturperiode von 1908 bis 1913 gehörte er auch dem Preußischen Abgeordnetenhaus an.
Im Parlament gehörte das Eisenbahnwesen zu seinen zentralen Themengebieten. Als Vertreter des Wahlkreises Memel-Heydekrug setzte er sich auch für die Litauisch sprechende Minderheit ein. Er verteidigte diese als loyale Staatsbürger und wandte sich dagegen, den Gebrauch der litauischen Sprache zu verbieten.
In den Parlamenten trat er nicht stark hervor, hatte aber großen innerparteilichen Einfluss. Während des Ersten Weltkrieges verurteilte er – wie die Mehrheit der Partei – die Politik von Theobald von Bethmann Hollweg. Im Jahr 1917 spielte er eine Rolle beim Sturz des Kanzlers. Nach dem Ende des Kaiserreichs war auch Schwabachs politische Rolle beendet.
Felix Schwabach verstarb nach schwerer Krankheit am 6. Januar 1928 in seinem Haus in Berlin.

## Veröffentlichungen
- mit Wilhelm Hoff: Nordamerikanische Eisenbahnen. Ihre Verwaltung und Wirtschaftsgebarung. Springer, Berlin 1906.
  - englisch: North American railroads. Their administration and economic policy. The Germania press, New York City [1906] (Digitalisat).